# Газиев, Тархан Исмаилович
Тарха́н Исмаи́лович Гази́ев (амир Тархан) (род. 11 ноября 1965, Пож-Порой, Итум-Калинский район, ЧИАССР) — 1-й амир проичкерийской военной фракции «Катаиб Ибад ар-Рахман», которая является составной частью «Хайят Тахрир аш-Шам». Бригадный генерал армии Ичкерии. Один из бывших старших амиров (руководителей) террористической организации Кавказский эмират; руководил в ней службой безопасности; также являлся 1-м заместителем военного амира Имарата Кавказ (в сентябре 2010 года откололся от Имарата Кавказ). Занимал пост директора службы национальной безопасности ЧРИ, командовал Юго-Западным фронтом ВС ЧРИ. Бывший приближенный и соратник Арби Бараева и Докки Умарова. В радиоэфире имеет командирские позывные: Абу-Билал, Вайнах, Север, Абу-Асим, Абу-Асер. В 2016 году арестован в Турции и отпущен. Дальнейшая судьба неизвестна.

## Биография
Родился 11 ноября 1965 года в сёл Пож-Порой Итум-Калинского района, Чечено-Ингушская Автономная Советская Социалистическая Республика.
Участник обеих чеченских войн за выход Чеченской Республики Ичкерия из состава Российской Федерации.
Один из самых известных чеченских полевых командиров, бригадный генерал ЧРИ. Командирские радиопозывные: Абу-Билал, Вайнах, Север, Абу-Асим, Абу-Асер. Был близким соратником Арби Бараева, уничтоженного в 2001 году. 
Во время второй чеченской кампании имел в своём подчинении отряд боевиков численностью свыше 40 человек, действовавший в Шатойском районе. В конце января 2004 года в горах Шатойского района началась крупная спецоперация федеральных сил против скрывавшихся там разрозненных бандгрупп, в частности, Доку Умарова, Саид-Эмина Дадаева и, собственно Тархана Газиева. Однако, самому Газиеву с уцелевшими бандитами удалось уйти на запад, в леса Ачхой-Мартановского района.
Именно во время Второй чеченской войны Газиев проявил себя, совершив со своим отрядом множество успешных нападений на российских военнослужащих. Стал близким соратником Доку Умарова.
24 сентября 2006 года Указом Президента Чеченской Республики Ичкерия Доку Умарова назначен командующим Юго-Западным фронтом Вооружённых Сил Чеченской Республики Ичкерия.
7 марта 2007 года указом президента ЧРИ Доку Умарова назначен директором Службы нацбезопасности ЧРИ.
В провозглашённом Имарате Кавказ должность, занимаемая Газиевым, утвердила название «Командующий Юго-Западным фронтом Вилайята Нохчийчоь Имарата Кавказ». В структуре Имарата Кавказ до 20 сентября 2010 года занимал должность руководителя (Раиса) Мухабарата (Службы Безопасности), а также пост заместителя военные амира Имарата Кавказ. В сентябре 2010 года откололся от террористов Имарата Кавказ и поддержал сторонников непризнанной Ичкерии.
20 сентября 2010 года Приказом Докку Абу Усмана амир Тархан лишён звания и занимаемой должности, а также предан шариатскому суду в связи с нарушением байата (присяги).
В сентябре 2010 года Газиев выступил в видеообращении с амирами Асламбеком и Хусейном, в котором осведомил о своём подчинении как к своему амиру Хусейну.
Газиевым и его бандгруппой совершено немало преступлений, в том числе особо жестоких:
- Вместе с Арби Бараевым Газиев участвовал в похищении Полномочного Представителя Президента РФ в Чечне Валентина Власова (1 мая 1998 года)[2]
- убийство в селе Абугорой председателя Совета старейшин Итум-Калинского района 82-летнего Хумида Висматова (ночь на 8 октября 2003 года)[16]
- нападение на дом главы администрации и здание школы в селе Гухой Итум-Калинского района, совершённое бандгруппой из 15 боевиков. Был убит племянник главы администрации и ранены 4 милиционера (ночь на 4 сентября 2007 года)[17]
- вооружённое нападение крупной бандгруппы (более 20 боевиков) на чеченское село Алхазурово. Погибли 7 милиционеров (ночь на 20 марта 2008 года)[18]
- вооружённая вылазка (рейд бандгруппы) в нескольких сёлах Ачхой-Мартановского и Урус-Мартановского районов в целях массового убийства милиционеров, силовиков и мирных жителей. По словам боевиков, «отряды моджахедов общей численностью около 500 бойцов одновременно вошли в сёла Бамут, Орехово, Шалажи, Старый Ачхой, Гехи-Чу и другие…»[19].

Находится в федеральном розыске с 14 мая 2004 года.
По некоторым данным, с 2011 года находился в Сирии, участвуя в сирийской гражданской войне на стороне антиправительственных сил. Впоследствии перебрался в Турцию.
В сентябре 2015 года Госдеп США опубликовал список из 29 лиц и организаций связанных с группировкой «Исламское государство». В списке оказались трое уроженцев России, в том числе Газиев.
27 октября 2016 года был задержан в Турции в числе ряда чеченских боевиков.
В настоящее время Газиев является главным амиром проичкерийской группировки «Катиба Ибад ар-Рахман» в Сирии, которая сформирована в основном из выходцев Чеченской Республики и входит в составную часть «Хайят Тахрир аш-Шам». Военным амиром «Ибад ар-Рахман» является заместитель Газиева Умар Шишани.